# Bob und Mary
Bob und Mary ist ein deutscher Liebes-Stummfilm aus dem Jahre 1923 von Max Glass mit Anton Edthofer und Helga Molander in den Titelrollen.

## Handlung
Bob und Mary sind zwei junge Londoner, denen das Leben nichts schenkt. Mary lebt gemeinsam mit ihrem Onkel in einer Dachkammer, wo der alte Mann ein kümmerliches Auskommen mit der Fabrikation selbst fotografierter Ansichtskarten findet. Da Mary ganz hübsch ist, stellt er jetzt nur noch Karten mit Marys Porträt her, doch niemand will sie kaufen. Das Geld ist ständig knapp. Mary will helfen, wo sie kann und versucht, etwas als Straßenverkäuferin hinzuzuverdienen. Bei dieser Arbeit lernt sie den jungen Bob kennen, der gleichfalls von der Hand in den Mund lebt. Seinen Broterwerb versucht dieser mit dem Verkauf von Luftballons sicherzustellen. Rasch sieht sich der junge Mann als ihr Beschützer und Ritter, der auch gern einmal einen zudringlichen Fremden mit den Fäusten dessen Grenzen zeigt. Da man bekanntermaßen gemeinsam nicht mehr ganz so allein ist, zieht Bob eines Tages zu Mary und ihrem Onkel in deren Mansarde. 
Dort hat er eine Idee: Warum soll er seine Schönheitswässerchen, die er bislang mehr schlecht als recht auf der Straße feilbot, nicht mit Marys verkaufsförderndem Antlitz zieren? Doch auch dieser Einfall sorgt für keine Umsatzsteigerung. Fortan versuchen die beiden jungen Leute ihr Glück in anderen Berufen. Mary wird Schreibkraft an der Schreibmaschine, Bob versucht sich in einer Bank. Hier erlernt er die Möglichkeiten der Geldvermehrung und schafft es eines Tages, ein kleines Vermögen zu erarbeiten. Bald wird er sein eigener Bankier und holt Mary als seine Sekretärin zu sich. Doch die neuen Umstände sind Gift für das zarte Pflänzchen Beziehung, die sich zwischen den beiden in den Zeiten der Not entwickelt hat. Mary beginnt mit dem Sohn des reichen Bankiers Freeman zu flirten, und Bob hat ein Auge auf die wohlhabende Maud geworfen, die er sogar zu heiraten gedenkt. Unmittelbar vor beider Verlobungen besinnen sich Bob und Mary aber eines Besseren und machen sich klar, was sie aneinander haben. Sie wollen und werden zusammenbleiben und gemeinsam die Zukunft meistern, während Maud ihr Glück bei Freeman junior findet. 

## Produktionsnotizen
Bob und Mary, mit dem Untertitel Eine Fahrt ins Glück versehen, entstand im Sommer 1923 im Terra-Glashaus (Berlin) und mit Außenaufnahmen in London, passierte die Filmzensur am 12. Oktober 1923 und wurde noch im selben Monat uraufgeführt. Der Fünfakter besaß eine Länge von 2003 Meter. 
Die Filmbauten entwarf Robert Neppach. 

## Kritiken
Im Kino-Journal hieß es: „Ein sehr einfaches Geschehnis … aber mit so viel Geschick, Witz und interessanten Einzelheiten ausgestattet, daß es trotzdem lebhaftes Interesse hervorruft und bis zur glücklichen Lösung festhält. Zudem das große, geschäftige London als Hintergrund, quasi als Hauptgemälde, in dem sich die kleinen Menschenschicksale wie Staffage abspielen, das alles macht einen mehr als flüchtigen Eindruck. Anton Edthofer zeigt uns, daß er nicht nur der Alte, daß er auch noch ganz der Junge geblieben ist, der Künstler, der jeden feinen Zug seiner Rolle mit tiefen Verständnis wiederzugeben versteht.“
In der Villacher Zeitung konnte man lesen: „Eine ganz nett geführte, amüsante Handlung. Der Film wird jeden Besucher befriedigen und ist auch hinsichtlich seiner Bildaufnahmen sehenswert.“